# Roy Salvadori
Roy Francesco Salvadori (Dovercourt, Engleska, 12. svibnja 1922. – 3. lipnja 2012.) je bivši britanski vozač automobilističkih utrka. Natjecao se u Formuli 1 od 1952. do 1962., a 1959. osvojio je utrku 24 sata Le Mansa zajedno s Carrollom Shelbyjem. 

## Rezultati u Formuli 1
| Sezona | Momčad                                                               | Šasija                           | Motor                       | Utrke | Pobjede | Podiji | Bodovi | Plasman |
| ------ | -------------------------------------------------------------------- | -------------------------------- | --------------------------- | ----- | ------- | ------ | ------ | ------- |
| 1952.  | G. Caprara                                                           | Ferrari 500                      | Ferrari I4                  | 1     | 0       | 0      | 0      | —       |
| 1953.  | Connaught Engineering                                                | Connaught Type A                 | Lea-Francis I4              | 5     | 0       | 0      | 0      | —       |
| 1954.  | Gilby Engineering Ltd. Officine Alfieri Maserati                     | Maserati 250F                    | Maserati I6                 | 3 (2) | 0       | 0      | 0      | —       |
| 1955.  | Gilby Engineering Ltd.                                               | Maserati 250F                    | Maserati I6                 | 1     | 0       | 0      | 0      | —       |
| 1956.  | Gilby Engineering Ltd.                                               | Maserati 250F                    | Maserati I6                 | 3     | 0       | 0      | 0      | —       |
| 1957.  | Owen Racing Organisation Vandervell Products Ltd. Cooper Car Company | BRM P25 Vanwall Cooper T43       | BRM I4 Vanwall I4 Climax I4 | 5 (4) | 0       | 0      | 2      | 18.     |
| 1958.  | Cooper Car Company                                                   | Cooper T45 Cooper T44            | Climax I4                   | 9     | 0       | 2      | 15     | 4.      |
| 1959.  | High Efficiency Motors David Brown Corporation                       | Cooper T45 Aston Martin DBR4/250 | Climax I4 Aston Martin I6   | 7     | 0       | 0      | 0      | —       |
| 1960.  | High Efficiency Motors David Brown Corporation                       | Cooper T51 Aston Martin DBR5/250 | Climax I4 Aston Martin I6   | 4 (3) | 0       | 0      | 0      | —       |
| 1961.  | Yeoman Credit Racing Team                                            | Cooper T53                       | Climax I4                   | 5     | 0       | 0      | 2      | 17.     |

## Vanjske poveznice
- Salvadori na racing-reference.info